# 스타드 올랭피크 이브 뒤 마누아르
스타드 올랭피크 이브 뒤 마누아르(프랑스어: Stade Olympique Yves-du-Manoir)는 프랑스 파리 근교 콜롱브에 위치한 경기장으로 과거 스타드 올랭피크 드 콜롱브(Stade Olympique de Colombes)라는 이름으로 불렸으며 1924년 하계 올림픽 주경기장, 1938년 FIFA 월드컵 결승전, 2024년 하계 올림픽 하키 경기장으로 사용되었다.
1924년 하계 올림픽 당시에는 45,000명을 수용할 수 있었지만 나중에 60,000명을 수용할 수 있도록 확장되었다. 1972년 파르크 데 프랭스가 준공되기 이전까지 쿠프 드 프랑스 결승전 개최지와 프랑스 축구 국가대표팀, 프랑스 럭비 국가대표팀의 홈구장으로 사용되었지만 수용인원이 50,000명으로 감소하면서 프랑스 축구 국가대표팀 경기도 1975년을 끝으로 더 이상 열리지 않게 되었다. 축구 팀인 라싱 클럽 드 프랑스의 홈구장으로 사용되고 있으며 1985년에 잠시 홈구장 사용이 중단되기도 했지만 2000년대부터 다시 홈구장으로 사용되고 있다.
럭비 유니온 팀인 레이싱 메트로 92의 홈구장으로 사용되고 있으며 구단은 현재 7,000명까지 줄어든 경기장 수용 인원 수를 15,000명으로 확장하는 계획을 갖고 있다.